# Hovmanufakturmatta

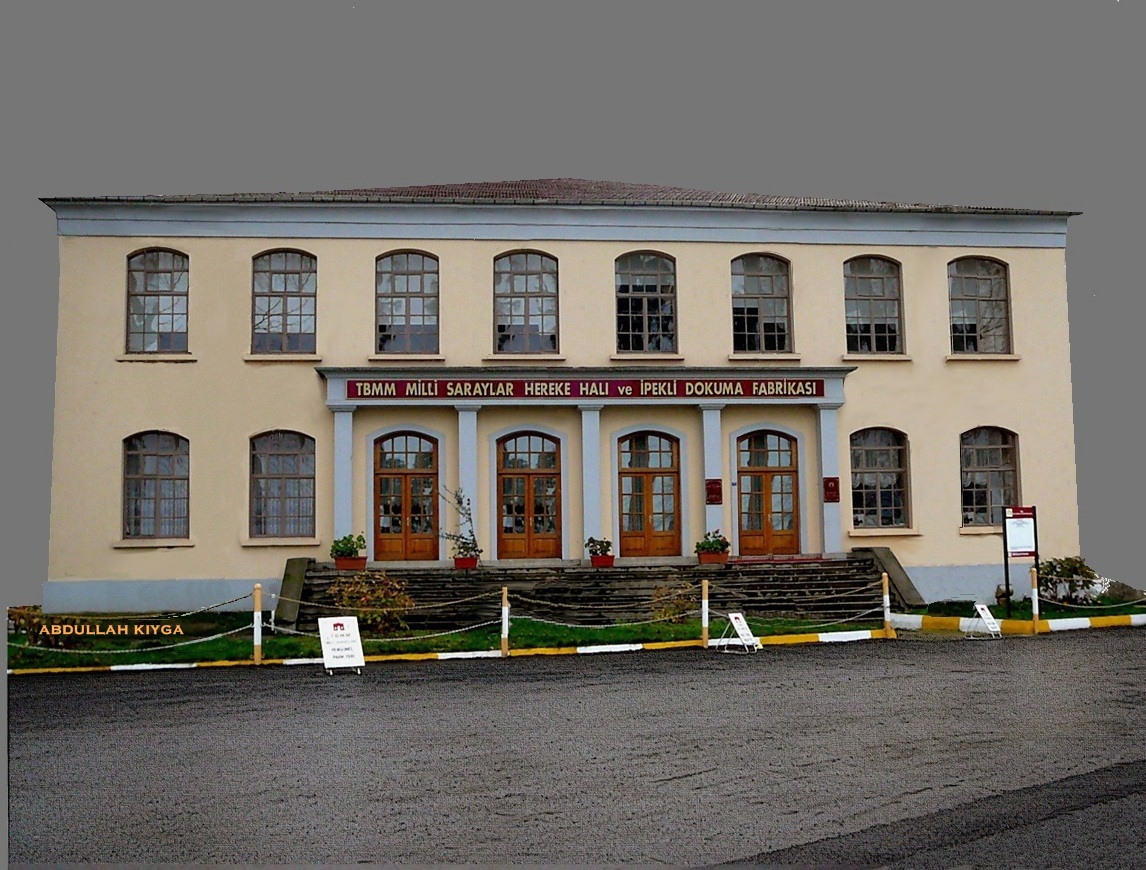
Osmanli Dokuma Fabrikasi i Hereke, hovmanufaktur från 1800-talet i det osmanska riket

Hovmanufakturmatta är en typ av handknuten orientalisk matta som tillverkats i särskilda ateljéer för att användas som gåvor mellan olika furstehus. Tillverkningen har främst skett i det osmanska riket, det persiska riket och mogulriket.